# Banco de Previsión Social (Bauwerk)
Die Banco de Previsión Social ist ein Bauwerk in der uruguayischen Landeshauptstadt Montevideo.
Das infolge eines 1957 zu seiner Errichtung durchgeführten Wettbewerbes erbaute Bürogebäude befindet sich im Barrio Cordón an der Calle Colonia 1921 und den Straßen Avenida Daniel Fernández, Mercedes und Arenal Grande. Der erste Bauabschnitt des 1960 projektierten Bauwerks wurde 1975 eingeweiht. Als Architekten zeichneten Walter Chappe und Mario Payssé verantwortlich. Das Gebäude, das sich unweit des alten Sitzes der Banco de Previsión Social befindet, ist seit 1995 als Bien de Interés Municipal klassifiziert.